# Hymanella retenuova
Hymanella retenuova är en plattmaskart som beskrevs av Castle 1941. Hymanella retenuova ingår i släktet Hymanella och familjen Planariidae. Inga underarter finns listade i Catalogue of Life.